# Factor Citostático
El Factor Citostático (CSF del inglés “cytostatic factor”) es un factor compuesto por 2 subunidades: la proteína c-mos y la proteína cinasa 2 dependiente de la ciclina 2 (cdk2). La acción conjunta de estas 2 subunidades del factor puede llevar a que se bloquee el ciclo celular normal durante la fase de metafase. Actualmente se cree que el CSF cumple un papel importante en impedir la degradación de la ciclina B1, una de las principales subunidades del factor promotor de la mitosis (MPF).

## Reanudación de la meiosis
Para que el ciclo celular normal se reanude luego del arresto realizado por el CSF, resulta necesario que justamente ocurra una degradación del CSF. El primer paso para que se reanude la meiosis es que, debido a la presencia del espermatozoide, ocurre un aumento de [[Ca +2]] intracelularmente. Desde el año 1937 Daniel Mazia propuso que la liberación de Ca +2 es el “activador universal del desarrollo de los huevos”. A partir de lo anterior se entiende porqué este aumento de calcio en la célula, lleva a que ocurra la degradación de la ciclina B1 a causa de la pérdida del Factor Citostático activo. Cuando ocurre dicha degradación del CSF activo el ciclo celular prosigue y de esta forma la cromatina ovocitaria entra en anafase II. Diferentes estudios han demostrado cómo la liberación del Ca +2 es determinante a la hora de la continuación del ciclo celular entre éstos están: el estudio realizado por Lionel Jaffe y colegas, quienes demostraron un surgimiento acelerado de Ca +2 en huevos fertilizados de peces, Masui y Meyerhof mostraron inactivación del CSF luego de realizar inyecciones de Ca +2 en huevos de rana.

## Historia
Este complejo CSF fue descubierto por primera vez en el año 1971, sin embargo su identidad no fue descrita sino hasta el año 1989 y aún hoy día remanen muchas incógnitas sobre este factor. El descubrimiento del Factor Citostático surgió a partir de la pregunta ¿Por qué los huevos requieren de la fertilización para comenzar su desarrollo? O en otras palabras ¿Cómo son los huevos prevenidos de que lleven a cabo desarrollo espontáneo o partenogénesis? A partir de estas preguntas científicos tales como Frank Lillie (1911), Theodor Boveri, Jacques Loeb (1913) entre otros estudiaron las causas de la inhibición del desarrollo de los huevos no-fertilizados. Sin embargo, solamente años después fue que se descubrió que el desarrollo del huevo está inhibido por un “inhibidor de división celular”, y dentro de los posibles candidatos se planteó desde el dióxido de carbono (CO2) hasta inhibidores metabólicos. 

### Descubrimiento de Factor Citostático
El Factor Citostático fue descubierto inicialmente a partir de diversos estudios de la maduración de los oocitos en ranas, más específicamente gracias al estudio Yoshio Masui en el anfibio Rana pipiens. Este estudio reveló de qué manera la búsqueda del inhibidor responsable de detener la división celular debía ser cautelosa, ya que existe mucha inhibición no-específica por toxicidad del medio. El factor Citostático resultó ser el único inhibidor de la división celular que cumplía con todos los requisitos necesarios para ser un inhibidor auténtico y específico. Los criterios que se descubrió que cumplía fueron: 
- Aparece durante la maduración de los oocitos.
- Desaparece durante la fertilización.
- Inhibe la mitosis del cigoto de manera reversible.
- Provee a un cigoto que se encuentra arrestado las mismas características que un huevo no-fertilizado.
- Puede ser destruido bajo las mismas condiciones fisicoquímicas que las que causan la activación del huevo.